# Kanuslalom-Weltmeisterschaften 1955
Die Kanuslalom-Weltmeisterschaften 1955 fanden 1955 in Tacen in Jugoslawien statt.

## Ergebnisse

### Einer-Kajak
Männer:
| Platz | Land | Sportler            |
| ----- | ---- | ------------------- |
| 1     | GER  | Siegfried Holzbauer |
| 2     | SUI  | Miroslav Duffek     |
| 3     | YUG  | Jože Ilija          |

Frauen:
| Platz | Land | Sportler            |
| ----- | ---- | ------------------- |
| 1     | GER  | Rosemarie Biesinger |
| 2     | GDR  | Karin Tietze        |
| 3     | GDR  | Eva Setzkorn        |

### Einer-Kajak-Mannschaft
Männer:
| Platz | Land | Sportler                                               |
| ----- | ---- | ------------------------------------------------------ |
| 1     | GER  | Manfred Vogt Siegfried Holzhauer Alois Würfmannsdobler |
| 2     | AUT  | Robert Fabian Rudolf Klepp Eduard Radelspöck           |
| 3     | TCH  | Vladimír Cibák Zdeněk Matějovský Dimitrij Skolil       |

Frauen:
| Platz | Land | Sportler                                          |
| ----- | ---- | ------------------------------------------------- |
| 1     | GDR  | Karin Tietze-Schürmann Elfriede Hugo Eva Setzkorn |
| 2     | GER  | Rosemarie Biesinger Anni Reifinger Hanni Schulte  |
| 3     | TCH  | Květa Havlová Jaroslava Havlová Renata Knýová     |

### Einer-Canadier
Männer:
| Platz | Land | Sportler           |
| ----- | ---- | ------------------ |
| 1     | TCH  | Vladimír Jirásek   |
| 2     | TCH  | Luděk Beneš        |
| 3     | GDR  | Karl-Heinz Wozniak |

### Einer-Canadier-Mannschaft
Männer:
| Platz | Land | Sportler                                             |
| ----- | ---- | ---------------------------------------------------- |
| 1     | TCH  | Jiří Hradil Vladimír Jirásek Luděk Beneš             |
| 2     | GDR  | Karl-Heinz Wozniak Dieter Fritzsche Manfred Schubert |
| 3     | SUI  | Roland Bardet Jean-Claude Tochon Michel Weber        |

Mixed:
| Platz | Land | Sportler                         |
| ----- | ---- | -------------------------------- |
| 1     | TCH  | Dana Martanová Jiří Pecka        |
| 2     | FRA  | Simone Gavinet René Gavinet      |
| 3     | TCH  | Jarmila Pacherová Miroslav Čihák |

### Zweier-Canadier
Männer:
| Platz | Land | Sportler                          |
| ----- | ---- | --------------------------------- |
| 1     | FRA  | Claude Neveu / Roger Paris        |
| 2     | GDR  | Dieter Friedrich / Horst Kleinert |
| 3     | TCH  | František Hrabě / Jiří Kotana     |

### Zweier-Canadier-Mannschaft
Männer:
| Platz | Land | Sportler                                                                                            |
| ----- | ---- | --------------------------------------------------------------------------------------------------- |
| 1     | TCH  | František Hrabě / Jiří Kotana Vladimír Lánský / Josef Hendrych Rudolf Flégr / Milan Řehoř           |
| 2     | GDR  | Franz Brendel / Günter Grosswig Dieter Friedrich / Horst Kleinert Dieter Göthe / Helmut Weise       |
| 3     | AUT  | Eduard Haider / Harry Jarosch Bruno Kerbel / Wolfram Steinwendtner Alfred Falkner / Richard Schauer |

## Medaillenspiegel
| Platz  | Land                            | Gold | Silber | Bronze | Gesamt |
| ------ | ------------------------------- | ---- | ------ | ------ | ------ |
| 1      | Tschechoslowakei                | 4    | 1      | 4      | 9      |
| 2      | Deutschland                     | 3    | 2      | -      | 5      |
| 3      | Deutsche Demokratische Republik | 1    | 3      | 2      | 6      |
| 4      | Frankreich                      | 1    | 1      | -      | 2      |
| 5      | Schweiz                         | -    | 1      | 1      | 2      |
| 5      | Österreich                      | -    | 1      | 1      | 2      |
| 7      | Jugoslawien                     | -    | -      | 1      | 1      |
| Gesamt | Gesamt                          | 9    | 9      | 9      | 27     |